# يوهان بوم
يوهان بوم (بالألمانية: Johann Böhm)‏ هو كيميائي ألماني، ولد في 20 يناير 1895 في تشيسكي بوديوفيتسه في التشيك، وتوفي في 27 نوفمبر 1952 في براغ في التشيك.